# NBA Development League All-Star Game
Le NBA Development League All-Star Game est un match d'exhibition annuel organisé par la NBA Development League (NBA D-League). La première édition s'est tenue lors de la saison 2006–2007 durant le NBA All-Star Weekend. Le D-League All-Star Game se dispute le samedi dans la même ville que le NBA All-Star Game. Cependant, la rencontre ne se tient pas dans la même salle que les autres évènements.

## Historique

2007
2008

| Année | Résultat                   | Salle                               | Ville                           | MVP                                                                           |
| ----- | -------------------------- | ----------------------------------- | ------------------------------- | ----------------------------------------------------------------------------- |
| 2007  | East 114, West 100         | Mandalay Bay Resort and Casino      | Las Vegas (Nevada)              | Pops Mensah-Bonsu, East–Flyers de Fort Worth                                  |
| 2008  | Blue 117, Red 99           | Palais des Congrès Ernest N. Morial | La Nouvelle-Orléans (Louisiane) | Jeremy Richardson, Blue–Mad Ants de Fort Wayne                                |
| 2009  | Red 113, Blue 103          | Phoenix Convention Center           | Phoenix (Arizona)               | Blake Ahearn, Red–Wizards du Dakota et Courtney Sims, Red–Stampede de l'Idaho |
| 2010  | West 98, East 81           | Dallas Convention Center            | Dallas (Texas)                  | Brian Butch, West–Jam de Bakersfield                                          |
| 2011  | East 115, West 108         | Los Angeles Convention Center       | Los Angeles (Californie)        | Courtney Sims, East–Energy de l'Iowa                                          |
| 2012  | West 135, East 132         | Orange County Convention Center     | Orlando (Floride)               | Gerald Green, West–D-Fenders de Los Angeles                                   |
| 2013  | Prospects 139, Futures 125 | Sprint Arena                        | Houston (Texas)                 | Travis Leslie, Prospects–Warriors de Santa Cruz                               |
| 2014  | Prospects 145, Futures 142 | Palais des Congrès Ernest N. Morial | La Nouvelle-Orléans (Louisiane) | Robert Covington, Prospects–Vipers de Rio Grande Valley                       |
| 2015  | Futures 129, Prospects 94  | Barclays Center                     | Brooklyn (New York)             | Andre Emmett, Futures–Mad Ants de Fort Wayne                                  |
| 2016  | East 128, West 124         | Ricoh Coliseum                      | Toronto (Canada)                | Jimmer Fredette, East–Knicks de Westchester                                   |
| 2017  | East 105, West 100         | Mercedes-Benz Superdome             | La Nouvelle-Orléans (Louisiane) | Quinn Cook, East–Charge de Canton                                             |

- 2007
- 2008

## Dream Factory
La D-League Dream Factory est une série de concours de basket-ball sur le modèle de la NBA All-Star Saturday Night. L'évènement a lieu lors du NBA All-Star Weekend et se tient sur le parquet de la NBA Jam Session. La ligue a organisé cet évènement pour la première fois lors du NBA All-Star Weekend 2008. L'évènement comprend un concours de dunks, un concours de paniers à trois points et la Shooting Stars Competition, toutes ces épreuves se déroulant également lors de la NBA All-Star Saturday Night. Le H.O.R.S.E a été interrompu en 2009 et le hot-shot competition s'est arrêté après 2008.

### Slam Dunk Contest

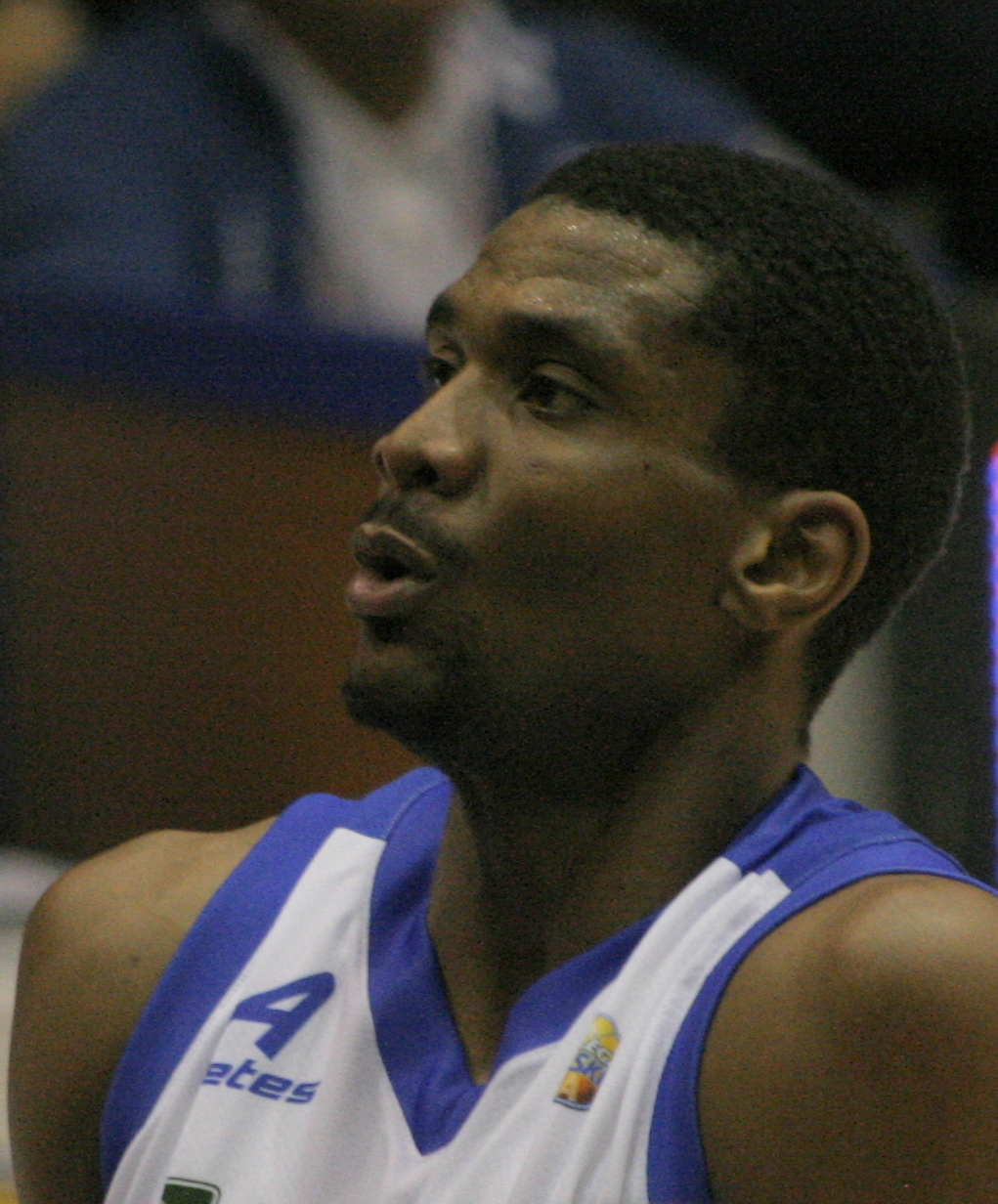
James White remporte le Slam Dunk Contest en 2009.

| Année | Winner                                          |
| ----- | ----------------------------------------------- |
| 2008  | Brent Petway, Stampede de l'Idaho               |
| 2009  | James White, Arsenal d'Anaheim                  |
| 2010  | Dar Tucker, D-Fenders de Los Angeles            |
| 2011  | Dar Tucker (2), Thunderbirds du Nouveau-Mexique |
| 2012  | L.D. Williams, Armor de Springfield             |
| 2013  | Tony Mitchell, Mad Ants de Fort Wayne           |
| 2014  | Tony Mitchell (2), Mad Ants de Fort Wayne       |
| 2015  | Jarvis Threatt, Red Claws du Maine              |
| 2016  | John Jordan, Raptors 905                        |
| 2017  | Troy Williams, Energy de l'Iowa                 |

### Three-Point Shootout

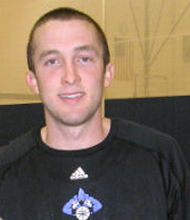
Blake Ahearn remporte le Three-Point Shootout en 2009.

| Année | Winner                                     |
| ----- | ------------------------------------------ |
| 2008  | Adam Harrington, 66ers de Tulsa            |
| 2009  | Blake Ahearn, Wizards du Dakota            |
| 2010  | Andre Ingram, Flash de l'Utah              |
| 2011  | Booker Woodfox, Legends du Texas           |
| 2012  | Booker Woodfox (2), Legends du Texas       |
| 2013  | Marcus Landry, Bighorns de Reno            |
| 2014  | E.J. Singler, Stampede de l'Idaho          |
| 2015  | Jarell Eddie, Spurs d'Austin               |
| 2016  | Andre Ingram (2), D-Fenders de Los Angeles |
| 2017  | Scott Wood, Warriors de Santa Cruz         |

### Shooting Stars Competition
| Année | Vainqueurs |
| ----- | --- |
| 2010  | Pat Carroll, Energy de l'Iowa Trey Gilder, Red Claws du Maine Carlos Powell, Thunderbirds d'Albuquerque         |
| 2011  | Shane Edwards, Thunderbirds du Nouveau-Mexique Orien Greene, Flash de l'Utah Jeremy Wise, Bakersfield Jam       |
| 2012  | Marqus Blakely, Skyforce de Sioux Falls Cameron Jones, Mad Ants de Fort Wayne Jerry Smith, Armor de Springfield |

### H–O–R–S–E Competition
| Année | Vainqueur                               |
| ----- | --------------------------------------- |
| 2008  | Lance Allred, Stampede de l'Idaho       |
| 2009  | Will Conroy, Thunderbirds d'Albuquerque |

### Hot-Shot Competition
| Année | Vainqueur                        |
| ----- | -------------------------------- |
| 2008  | Carlos Powell, Wizards du Dakota |